# Colobopterus erraticus
Colobopterus erraticus är en skalbaggsart som beskrevs av Carl von Linné 1758. Colobopterus erraticus ingår i släktet Colobopterus och familjen Aphodiidae. Inga underarter finns listade i Catalogue of Life.